# Cryptocephalus numidicus
Cryptocephalus numidicus là một loài bọ cánh cứng trong họ Chrysomelidae. Loài này được Bourdonne miêu tả khoa học năm 1994.